# هارولد دوغلاس برات جونيور
هارولد دوغلاس برات جونيور (بالإنجليزية: Harold Douglas Pratt, Jr.)‏ هو عالم طيور وعالم حيوانات ورسام توضيحي أمريكي، ولد في 23 يوليو 1944 في تشارلوت في الولايات المتحدة.